# Гуарасаи (Сан-Паулу)
Гуарасаи (порт. Guaraçaí)  —  муниципалитет в Бразилии, входит в штат Сан-Паулу. Составная часть мезорегиона Арасатуба. Входит в экономико-статистический  микрорегион Андрадина. Население составляет 9337 человек на 2006 год. Занимает площадь 568,397 км². Плотность населения — 16,4 чел./км².
Праздник города —  12 октября.

## История
Город основан 12 октября 1948 года.

## Статистика
- Валовой внутренний продукт на 2003 составляет 159.395.000,00 реалов (данные: Бразильский институт географии и статистики).
- Валовой внутренний продукт на душу населения на 2003 составляет 17.321,00 реалов (данные: Бразильский институт географии и статистики).
- Индекс развития человеческого потенциала на 2000 составляет 0,771 (данные: Программа развития ООН).

## География
Климат местности: субтропический.